# Міжнародні відносини Люксембургу
Ставлення Люксембургу до європейської політичної та економічної інтеграції позитивне. Більшість населення Люксембургу вважає, що європейська єдність має сенс тільки в контексті динамічного розвитку трансатлантичних відносин, і, таким чином, вважає, що в зовнішній політиці потрібно орієнтуватись на відносини з НАТО та США.
Для спільної євроінтеграції Люксембург і Бельгія 1921 року сформували Бельгійсько-Люксембурзький Економічний Союз (BLEU), щоб створити змінну валюту та єдиний митний режим. Люксембург є членом Економічного союзу Бенілюкс і був одним із членів-засновників Організації Об'єднаних Націй і Європейського економічного співтовариства (нині = Європейський союз).
Бере участь у Шенгенській групі (за назвою села в Люксембурзі, де були підписані угоди), метою якої є вільний рух громадян між державами-членами.
В Люксембурзі знаходяться Європейський суд, Європейський суд аудиторів, Статистичне бюро Європейських співтовариств (Євростат) та інші життєво-важливі органи ЄС. Секретаріат Європейського парламенту також знаходиться в Люксембурзі, але парламент зазвичай зустрічається в Страсбурзі.

## Посольства Люксембургу

### Країни, які мають Посольства Люксембургу
Австрія, Бельгія, Китай, Чехія, Данія, Франція, Німеччина, Греція, Індія, Італія, Японія, Малайзія, Нідерланди, Польща, Португалія, Росія, Південна Корея, Іспанія, Швейцарія, Сполучене Королівство і Сполучені Штати.
Люксембург має намір відкрити посольства в Туреччині та Об'єднаних Арабських Еміратах

### Посольства зарубіжних країн в Люксембурзі
Австрія, Бельгія, Канада, Китай, Хорватія, Чехія, Данія, Фінляндія, Франція, Німеччина, Греція, Угорщина, Ірландія, Італія, Японія, Нідерланди, Польща, Португалія, Румунія, Росія, Південна Корея, Іспанія, Швеція, Швейцарія, Сполучене Королівство і Сполучені Штати — утримують свої посольства в Люксембурзі.

### Відносини з окремими державами

#### Австралія
Австралія представлена в Люксембурзі через посольство в Брюсселі (Бельгія). Люксембург представлений в Австралії через посольство Нідерландів в Канберрі і через консульство в Східному Ліндфілді.

#### Канада
Канада представлена в Люксембурзі через посольство в Брюсселі (Бельгія).
Люксембург представлений в Канаді через своє посольство в Вашингтоні, округ Колумбія (США), і 4 почесними консульствами (у Калгарі, Монреалі, Торонто, і Ванкувері).
Обидві країни є повноправними членами Організації економічного співробітництва та розвитку, НАТО і франкомовних країн

#### Чехія
Чехія має посольство в Люксембурзі.
Люксембург має посольство в Празі.
Обидві країни є повноправними членами Організації економічного співробітництва та розвитку, Європейського Союзу і НАТО.
Обидві країни мають спільне минуле: в 14-му столітті король Люксембургу Іоанн Сліпий одружився з Елішкою Пршемисловою — сестрою померлого короля Вацлава III Богемії, і став королем Чехії.

#### Данія
Данія має посольство в місті Люксембурзі.
Люксембург має посольство в Копенгагені.
Обидві країни є повноправними членами Ради Європи, Європейського Союзу, і НАТО.

#### Естонія
Люксембург визнав Естонію 22 лютого 1923 і 27 серпня 1991. Обидві країни відновили дипломатичні відносини 29 серпня 1991
Естонія представлена в Люксембурзі через посольство в Брюсселі (Бельгія) і консульство в Люксембурзі. Люксембург представлена в Естонії через посольство в Празі (Чехія).
У 1937 році, відомий естонський політичний лідер Артур Сірк, тікаючи з Люксембургу, був знайдений мертвим, вважається, що він покінчив життя самогубством, вистрибнувши з вікна другого поверху. В доповіді Люксембурзької жандармерії, зазначається, що смерть настала через самогубство, однак естонський повірений у справах в Парижі Рудольф Моллерсон був відправлений для проведення розслідування, через наявність невідповідностей. Естонські історики в тому числі Пуста і Томінгас стверджують, що смерть настала через те, що агенти першого президента Естонії Костянтина Пятса викинули Артура з вікна.
Станом на 31 грудня 2007 року, інвестиції Люксембургу в Естонії склали 225 млн євро, що становить 2 % від загального обсягу прямих іноземних інвестицій. Близько 300 естонців живуть в Люксембурзі. Естонське культурне товариство було засноване в 1998 році. Естонський президент Арнольд Рюйтель здійснив державний візит в Люксембург у травні 2003 року. Прем'єр-міністр Андрус Ансіп — в 2006 р, прем'єр-міністр Люксембургу — Жан-Клод Юнкер — відвідав Естонію в 1999 році і 2007 році.

## Зовнішні відносини Люксембургу в різних регіонах та країнах

### Відносини з країнами Африки
| Країна       | Початок формальних відносин | Примітки |
| ------------ | --------------------------- | --- |
| Сенегал      |                             | - Люксембург має посольство в Дакарі. - Сенегал акредитованим до Люксембурга від свого посольства в Брюсселі, Бельгія.        |
| Нігер        |                             | - Нігер акредитований до Люксембурга від свого посольства в Брюсселі, Бельгія. - Люксембург має посольство в Ніамеї.          |
| Ефіопія      |                             | - Ефіопія акредитована до Люксембурга від свого посольства в Брюсселі, Бельгія. - Люксембург має посольство в Аддіс-Абебі.    |
| Кабо-Верде   |                             | - Кабо-Верде має посольство в місті Люксембург. - Люксембург має посольство в Праї.                                           |
| Буркіна-Фасо |                             | - Буркіна-Фасо акредитований до Люксембурга від свого посольства в Брюсселі, Бельгія. - Люксембург має посольство в Уагадугу. |

### Відносини з країнами Північної та Південної Америк
| Країна    | Початок формальних відносин | Примітки |
| --------- | --------------------------- | --- |
| Аргентина |                             | - Аргентина акредитована в Люксембурзі від свого посольства в Брюсселі, Бельгія. - Люксембург акредитований в Аргентині від свого посольства в Бразилії, Бразилія. |
| Беліз     | 15 травня 2008 року         | Обидві країни встановили дипломатичні відносини 15 травня 2008 року. |
| Бразилія  | 1947                        | - Бразилія акредитована в Люксембурзі від свого посольства в Брюсселі, Бельгія. - У Люксембурзі є посольство в Бразилії. |
| Канада    |                             | - Канада акредитована в Люксембурзі від свого посольства в Брюсселі, Бельгія. - Люксембург акредитований в Канаді від свого посольства у Вашингтоні, округ Колумбія. Також Люксембург має чотири почесні консульства у Калгарі, Монреалі, Торонто та Ванкувері. - Обидві країни є дійсними членами Організації економічного співробітництва та розвитку (ОЕСР), НАТО та Франкофонії |
| Чилі      |                             | - Чилі акредитований в Люксембурзіі від свого посольства в Брюсселі та має почесне консульство в місті Люксембург. - Люксембург має почесне консульство в Сантьяго. |
| Мексика   | 1947                        | Дипломатичні відносини між Люксембургом і Мексикою були встановлені в 1947 році. У 1980 році прем'єр-міністр П'єр Вернер відвідав Мексику з офіційним візитом. У березні 1996 року Великий герцог Жан відвідав Мексику. Під час візиту Великого герцог обидві країни підписали угоду про повітряний транспорт. У квітні 2019 року прем'єр-міністр Ксав'є Беттель здійснив офіційний візит до Мексики та зустрівся з президентом Андресом Мануелем Лопесом Обрадором. - Люксембург акредитований в Мексиці від свого посольства у Вашингтоні, округ Колумбія та має почесне консульство в Мериді. - Мексика акредитована в Люксембурзі від свого посольства в Брюсселі та має почесне консульство в місті Люксембург.                           |
| Нікарагуа |                             | - Люксембург має посольство в Манагуа. - Нікарагуа акредитована в Люксембурзі від свого посольства в Берліні, Німеччина. |
| США       |                             | Під час світових воєн США сприяли визволенню Люксембургу. Більше 5000 американських солдатів, у тому числі генерал армії США Джордж С. Паттон, були поховані на Люксембурзькому кладовищі та під Меморіалом біля столиці міста Люксембургу. В багатьох містах Люксембурга встановлені пам'ятники в честь американських визволителів. Міцні відносини між США та Люксембургом виражаються як на двосторонній співпраці, так і через спільне членство в НАТО, Організації економічного співробітництва та розвитку (ОЕСР) та Організації з безпеки та співробітництва в Європі (ОБСЄ). - Люксембург має посольство у Вашингтоні, округ Колумбія, і генеральні консульства в Нью-Йорку та Сан-Франциско. - США має посольство в місті Люксембург. |

### Відносини з країнами Азії
| Країна         | Початок формальних відносин | Примітки |
| -------------- | --------------------------- | --- |
| Вірменія       | 11 червня 1992 року         | Вірменія та Люксембург встановили дипломатичні відносини 11 червня 1992 року. - Вірменія акредитована в Люксембурзі від свого посольства в Брюсселі та має почесне консульства в місті Люксембург. - Люксембург має почесне консульство в Єревані. |
| Китай          |                             | - Китай має посольство в місті Люксембург. - Люксембург має посольство в Пекіні. |
| Індія          |                             | - Індія має Генеральне консульство в місті Люксембург. - Люксембург має посольство в Нью-Делі. |
| Ізраїль        | 1949                        | У листопаді 1947 року Люксембург проголосував за план поділу щодо Створення Держави Ізраїль. Ізраїль і Люксембург встановили повноцінні дипломатичні відносини в 1949 році. - Ізраїль акредитований в Люксембурзі від свого посольства в Брюсселі, Бельгія. - Люксембург акредитований в Ізраїлі від Міністерства закордонних справ у місті Люксембург. |
| Японія         |                             | - Японія має посольство в місті Люксембург. - Люксембург має посольство в Токіо. |
| Палестина      |                             | - Палестина акредитована в Люксембурзі від своєї місії в Брюсселі, Бельгія. - Люксембург акредитований в Палестині від Міністерства закордонних справ у місті Люксембург. |
| Південна Корея | 16 березня 1962 року.       | - Люксембург та Південна Корея встановили дипломатичні відносини 16 березня 1962 року. - Обидві країни підписали угоду про судноплавство у 1987 році та угоду про авіаперевезення в 2003 році. - Люксембург акредитований в Південній Кореї від свого посольства в Токіо, Японія. - Південна Корея акредитована в Люксембурзі від свого посольства в Брюсселі, Бельгія. - Візити вищого рівня з Південної Кореї до Люксембурга: - У квітні 1983 прибув Голова Консультативної ради з питань державних справ Чой Кю-ха. - У жовтні 1996 прибув міністр закордонних справ і торгівлі Гонг Ро-Мьонг. - Візити вищого рівня з Люксембурга до Південної Кореї: - У вересні 1997 прибув Великий герцог Анрі та міністр з питань економіки Роберт Геббельс. - У жовтні 2000, для участі у третьому засіданні форуму «Азія — Європа», прибув прем'єр-міністр Жан-Клод Юнкер та міністр закордонних справ Ліді Полфер. - У березні 2001 прибув Великий герцог Гійом (наслідний Великий герцог Люксембургу). - У березні 2004, в рамках економічної місії, прибув міністр економіки Гретхен. (Економічна місія). - У жовтні 2006 прибув міністр фінансів і бюджету Фріден і принц Люксембургу Гійом. - У квітні 2011 прибув міністр закордонних справ Жан Ассельборн. - У травні 2011 прибув Великий герцог Гійом (наслідний Великий герцог Люксембургу) і міністр економіки Жаннот Крекк. |
| Туреччина      |                             | Двосторонні відносини між Турецькою Республікою та Великим герцогством Люксембург формально розпочалися із відкриттям посольства Туреччини в Люксембурзі в 1987 році. - Люксембург має посольство в Анкарі, яке було відкрито 29 листопада 2011 року. - Туреччина має посольство в місті Люксембург. У Люксембурзі офіційно проживає 500 етнічних турків, 200 з яких мають подвійне громадянство. Обсяг торгівлі між двома державами досяг 2011 року 217 мільйонів доларів. [10] Люксембург рішуче підтримує кандидатуру Туреччини як повноправного члена Європейського Союзу. |
| В'єтнам        | 1973                        | Обидві країни підписали договір про дипломатичні відносини в 1973 році. - Люксембург акредитований в В'єтнамі від свого посольства в Пекіні, Китай. - В'єтнам акредитований в Люксембурзі від свого посольства в Брюсселі, Бельгія. |

### Відносини з країнами Європи
| Країна          | Початок формальних відносин | Примітки |
| --------------- | --------------------------- | --- |
| Велика Британія |                             | - Люксембург має посольство в Лондоні. - Велика Британія має посольство в місті Люксембург. |
| Україна         |                             | - Люксембург акредитований в Україні зі свого посольства в Празі та через почесне консульство в Києві. - Україна акредитована в Люксембурзі від свого посольства в Брюсселі та через почесне консульство в місті Люксембург. |
| Швейцарія       |                             | - Люксембург має посольство в Берні. - Швейцарія має посольство в місті Люксембург. |
| Іспанія         |                             | - Люксембург має посольство в Мадриді. - Іспанія має посольство в місті Люксембург. |
| Росія           |                             | - Люксембург має посольство в Москві та почесне консульство в Санкт-Петербурзі. - Росія має посольство в місті Люксембург. Обидві країни є дійсними членами Ради Європи (РЄ), Організації з безпеки та співробітництва в Європі (ОБСЄ) та Організації Об'єднаних Націй (ООН). В історії двосторонніх відносин першим президентом Росії, який приїхав з офіційним візитом до Люксембурга, був Володимир Путін 24 травня 2007 року. Оскільки двосторонній товарообіг збільшився більш ніж втричі: з 66,6 млн дол. у 2003 році до 228,3 млн дол., зв'язки і відносини між двома країнами зміцнилися. Енергетика та фінанси є ключовими сферами співробітництва між Росією та Люксембургом. |
| Румунія         | 10 грудня 1910 року         | Обидві країни встановили дипломатичні відносини 10 грудня 1910 року. - Люксембург акредитований в Румунії від свого посольства в Афінах та має два почесні консульства в Бухаресті та Сібіу. - Румунія має посольство в місті Люксембург. |
| Португалія      |                             | - Люксембург має посольство в Лісабоні. - Португалія має посольство в місті Люксембург. |
| Польща          |                             | - Люксембург має посольство у Варшаві. - Польща має посольство в місті Люксембург. |
| Нідерланди      |                             | - Люксембург має посольство в Гаазі. - Нідерланди мають посольство в місті Люксембург. |
| Мальта          |                             | - Мальта акредитована в Люксембурзі від свого посольства в Брюсселі та через почесне консульство в місті Люксембург. - Люксембург акредитований в Мальті від свого посольства в Римі, Італія. |
| Литва           | 23 березня 1992 року        | - Формальні відносини розпочалися 23 березня 1992 року - Люксембург не визнав анексію країн Балтії СРСР у 1940—1991 рр. ані де-юре, ані де-факто. - Литва має акредитована в Люксембурзі від свого посольства в Брюсселі та через почесне консульство в місті Люксембург. - Люксембург акредитований в Литві від свого посольства у Варшаві та через почесне консульство у Вільнюсі. - Обидві країни є повноправними членами НАТО та Європейського Союзу. |
| Косово          | 21 лютого 2008 року         | Люксембург визнав незалежність Косово 21 лютого 2008 року. [34] - Косово акредитоване в Люксембурзі від свого посольства в Брюсселі, Бельгія. - Люксембург має посольство в Приштині. |
| Італія          |                             | - Італія має посольство в місті Люксембург. - Люксембург має посольство в Римі та 9 почесних консульств у Флоренції, Генуї, Мілані, Неаполі, Палермо, Перуджі, Риччоне, Турині та Венеції. - Обидві країни є дійсними членами Організації економічного співробітництва та розвитку, Європейського Союзу та НАТО. - У Люксембурзі проживає близько 19 000 людей італійського походження. |
| Ірландія        |                             | - Ірландія має посольство в місті Люксембург. - Люксембург має почесне консульство в Дубліні. - Обидві країни є дійсними членами Ради Європи, Організації економічного співробітництва та розвитку та Європейського Союзу. |
| Угорщина        |                             | - Угорщина має посольство в місті Люксембург. - Люксембург акредитований в Угорщині через посольство у Відні, Австрія. - Обидві країни є дійсними членами Організації економічного співробітництва та розвитку, Європейського Союзу та НАТО. |
| Греція          |                             | - У Греції є посольство в місті Люксембург. - Люксембург має посольство в Афінах та 2 почесні консульства в Патрасі та Салоніках. - Обидві країни є повноправними членами НАТО та Європейського Союзу. |
| Німеччина       |                             | - Німеччина має посольство в місті Люксембург. - Люксембург має посольство в Берліні. |
| Франція         |                             | - Люксембург був оточений армією Людовика XIV у 1684 р. та був анексований Францією до склад департаменту Форе під час війни Першої коаліції 1795 року. Анексія спала після поразки Наполеона в 1815 році. - Франція має посольство в місті Люксембург. - Люксембург має посольство в Парижі, генеральне консульство в Страсбурзі, а також консульства в Бордо, Ліллі, Лонгві, Ліоні, Марселі та Меці. - Обидві країни є дійсними членами Ради Європи, Європейського Союзу, НАТО, Організації економічного співробітництва та розвитку та Організації з безпеки та співробітництва в Європі. |
| Фінляндія       | 25 жовтня 1921 року         | - Люксембург визнав незалежність Фінляндії 25 жовтня 1921 року. - Люксембург акредитований в Фінляндії від свого посольства в Копенгагені, Данія. - Фінляндія має посольство в місті Люксембург. |
| Естонія         | 27 серпня 1991 року         | Люксембург визнавав Естонію двічі: 22 лютого 1923 року та 27 серпня 1991 року. Обидві країни відновили дипломатичні відносини 29 серпня 1991 року. У 1937 році було знайдено мертвим видатного естонського політичного лідера Артура Сірка. Було постановлено, що причинною смерті стало самогубство, а саме стрибок у вікно. Через невідповідності у звіті жандармерії з естонським тимчасовим повіреним, Рудольфа Моллерсона було направлено до Парижа для розслідування. Естонські історики, зокрема Пуста та Томінгас, стверджують, що смерть була актом розбещення агентів першого президента Естонії Костянтина Пеца. Станом на 31 грудня 2007 року іноземні інвестиції, здійснені в Естонії з Люксембурга, становили 225 млн євро, що становить 2 % від загального обсягу прямих іноземних інвестицій. У Люксембурзі проживає близько 300 естонців. Естонська культурна асоціація була заснована в 1998 році. Візити вищого рівня з Естонії до Люксембурга: - У травні 2003 прибув з державним візитом президент Естонії Арнольд Рютель; - В 2006 році прибув прем'єр-міністра Андрус Ансіп; - В 1999 та 2007 роках приїздив з офіційним візитом прем'єр-міністр Люксембурга Жан-Клод Юнкер відвідав Естонію. - У 1935 році була підписана торгова угода між Естонією, Бельгією та Люксембургом. - 1 грудня 1994 року набула чинності угода про автомобільний транспорт між Естонією, Латвією, Литвою, Бельгією, Люксембургом та Нідерландами. - 23 вересня 1999 року набула чинності угода між Естонією та Економічним союзом Бельго-Люксембург про взаємну допомогу та захист інвестицій. - 1 лютого 2005 року набула чинності угода між Естонією та державами Бенілюксу про реадмісію осіб. - 23 травня 2006 року була підписана угода про уникнення подвійного оподаткування та запобігання ухиленню від сплати податків на прибуток та податків на капітал. - Естонія акредитована в Люксембурзі від свого посольства в Брюсселі та має почесне консульство в місті Люксембург. - Люксембург акредитований в Естонії від свого посольства в Празі, Чехія. |
| Данія           |                             | - Данія має посольство в місті Люксембург. - Люксембург має посольство в Копенгагені. - Обидві країни є дійсними членами Ради Європи, Європейського Союзу та НАТО. |
| Чехія           |                             | - Чехія має посольство в місті Люксембург. - Люксембург має посольство в Празі. - Обидві країни є дійсними членами Організації економічного співробітництва та розвитку, Європейського Союзу та НАТО. - Обидві країни розділили спільну долю в XIV столітті, коли Іоанн Сліпий Люксембурзький одружився з сестрою Елішки Пржемісловни, сестрою загиблого короля Чегеля Вацлава III та став королем Чехії. |
| Бельгія         |                             | - Бельгія має посольство в місті Люксембург. - Люксембург має посольство в Брюсселі. |
| Австрія         |                             | - Австрія має посольство в місті Люксембург. - Люксембург має посольство у Відні. |

### Відносини з країнами Океанії
| Країна        | Початок формальних відносин | Примітки |
| ------------- | --------------------------- | --- |
| Австралія     |                             | - Австралія акредитована в Люксембурзі від свого посольства в Брюсселі, Бельгія. - Люксембург акредитований в Австралії від Міністерства закордонних справ у місті Люксембург.                |
| Нова Зеландія |                             | - Люксембург акредитований в Новій Зеландії від свого Міністерства закордонних справ у місті Люксембург. - Нова Зеландія акредитована в Люксембурзі від свого посольства в Брюсселі, Бельгія. |